# Parapilinurgus variegatus
Parapilinurgus variegatus är en skalbaggsart som beskrevs av Gilbert John Arrow 1910. Parapilinurgus variegatus ingår i släktet Parapilinurgus och familjen Cetoniidae. Inga underarter finns listade i Catalogue of Life.